# 1376 هـ
1376 هـ هي سنة في التقويم الهجري امتدت مقابلةً في التقويم الميلادي بين سنتي 1956 و1957.

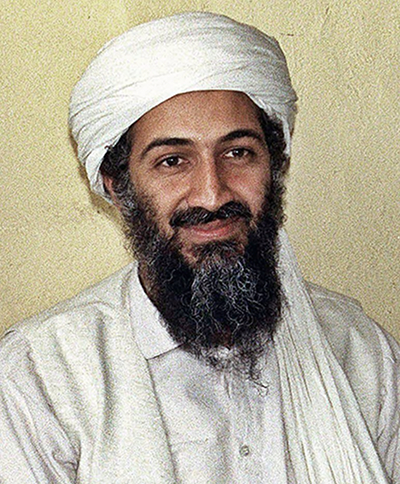
أسامة بن لادن

## أحداث
- 30 ربيع الأول - قوات الاحتلال الإسرائيلي تنفذ مجزرة بحق مئات الفلسطينيين من سكان مدينة خان يونس خلال حملتها لاحتلال قطاع غزة.
- 28 ذو الحجة - إلغاء الملكية وإعلان قيام الجمهورية التونسية وتنصيب الحبيب بورقيبة رئيسًا لها.

## مواليد
- أحمد قبازرد
- سلمان بن فهد العودة
- عوض القرني
- محمد خير رمضان يوسف
- علي مظفر
- أسامة بن لادن
- إبراهيم الفارس
- الحميدي الحربي
- خالد أحمد المصطفى حسين
- سعد الفقيه
- سلمان العودة
- صادق الأحمر
- عبد الرحمن بن عبد الله البراك
- عبد الله العير
- عبد الله بن محمد الخنين
- فايز موسى البدراني
- قاسم سليماني
- هادي المدرسي
- عبد الله بن زويبن
- ربيع سعد
- مجد مكي
- محمد إبراهيم القزويني
- محمد ياسين الفاداني
- نزار الحنبلي
- ناصر الحزيمي
- نادر عبدالله الجلال

## وفيات
- أبو بكر زنيبر
- إفاريست ليفي بروفنسال
- الحاج سري
- جودفروا
- خيري الهنداوي
- عبد الرحمن خضر (عراقي)
- فاروق الدملوجي
- محمد الحجوي الثعالبي
- نجيب هواويني
- عبد الوهاب الطباطبائي: صحفي ومدرس عراقي.
- عبد الرحمن بن ناصر السعدي
- محمد حسين هيكل